# Větrný mlýn (Donín)
Větrný mlýn holandského typu se nachází v obci Toužetín část Donín, okres Louny. Byl zapsán do Ústředního seznamu kulturních památek ČR.

## Historie
Větrný mlýn stojí na kopci v nadmořské výšce 370 m na místě původního lomu na opuku. Doba výstavby mlýna se uvádí ve dvou datech. Podle obecní kroniky mlýn postavil Rudolf Nitka v roce 1846. Podle Časopisu českých turistů z roku 1928 byl stavitelem Josef Nitka, který ho postavil v roce 1851. Projektantem budovy byl lounský městský architekt Emilián Chládek. Větrný mlýn využíval větrů až do roku 1879, kdy opětovně vichřice polámala větrné kolo. Potom byl mlýn přestavěn na pohon parním strojem. V roce 1894 mlýn vyhořel a následně v roce 1898. Po druhém požáru byl parní stroj demontován a prodán. Na elektrický pohon od roku 1928 do roku 1940 mlýn šrotoval obilí a také už sloužil jako sklad a sýpka. V roce 1940 byl elektromotor demontován a prodán. V roce 1960 byl mlýn rekonstruován k bydlení. 

## Popis
Větrný mlýn byl čtyřpodlažní podsklepenou omítanou zděnou stavbou na kruhovém půdorysu, ve tvaru komolého kužele, zakončen kuželovou střechou, nyní krytou kanadským šindelem. Mlýn je patnáct metrů vysoký s průměrem 9,5 metrů. Zeď u paty je silná 1,3 metry a ve vrcholu osmdesát centimetrů, horní část je členěná římsou. Použitým materiálem lomový kámen, pískovec a opuka. Základy jsou 4 m hluboké, mlýn je podsklepený. Na západní mezi mlýn a přistavěnou jednopodlažní budovu s valenou klenbou je vklíněn čtyřhranný cihlový komín.
| průměr [m] | průměr [m] | výška [m] | průměr větrného kola [m] | zdroj       |
| ---------- | ---------- | --------- | ------------------------ | ----------- |
| venkovní   | vnitřní    | výška [m] | průměr větrného kola [m] | zdroj       |
| 9,5        | 5          | 15        | 18                       | [ 3 ] [ 4 ] |